# Gasparo Zanetti
Gasparo Zanetti (dopo il 1600 – 1660) è stato un violinista e compositore italiano di musica barocca, che ha vissuto e lavorato nell'area di Milano.

## Storia
Le sole informazioni reperibili sono fornite dalle sue opere sopravvissute. Nel 1626 pubblicò una versione in due parti di una canzone del compositore G.D. Rivolta, originalmente in tre parti. In seguito scrisse il libro didattico Il scolaro per imparar a suonare di violino, pubblicato a Milano da Carlo Camagno nel 1645. Il libro fu riscoperto all'inizio del XIX secolo da Peter Lichtenthal (1780-1853) che ne pubblicò una seconda edizione. Ogni danza presente nel libro porta il nome di una famiglia nobile di Milano o di un musicista. Ci sono rimaste soltanto due copie: una è custodita nella Biblioteca nazionale di Francia a Parigi, l'altra nella Biblioteca del Conservatorio di Firenze.
Il libro possiede un notevole interesse didattico in quanto ogni danza è accompagnata dalla propria intavolatura; che include anche le diteggiature, tutte nella prima posizione, per ogni strumento a corda, oltre all'indicazione delle lettere "P" (Pontar in sù) e "T" (Tirare in giù), sull'esempio di quanto fatto da Francesco Rognoni Taeggio nel suo libro Selva di varii passagi... del 1620.